# ʿĀdil ʿIṣmat
ʿĀdil ʿIṣmat (in arabo عصمت، عادل‎?; ...) è uno scrittore egiziano.
È stato vincitore della Medaglia Naguib Mahfouz per la Letteratura nel 2016 per la sua opera, I racconti di Yusuf Tadrus (in arabo حكايات يوسف تادرس‎?, Ḥikāyāt Yūsuf Tādrus).
| Controllo di autorità | VIAF (EN) 59339914 · ISNI (EN) 0000 0000 4169 8266 · LCCN (EN) no99055905 · GND (DE) 1155624343 · BNF (FR) cb146245088 (data) · J9U (EN, HE) 987007506581905171 |